# Ralph Boston
Ralph Harold Boston (Laurel, Mississippi, 1939. május 9. – 2023. április 30.) olimpiai bajnok amerikai atléta.

## Pályafutása
Hatszor állított fel új világrekordot távolugrásban. Az 1960. évi nyári olimpiai játékokon Rómában arany, négy évvel később Tokióban ezüst, majd az 1968-as Mexikói olimpián bronzérmet nyert. Az Olimpiai játékokon túl jelentős sikereket ért el a Pan Amerikai Játékokon.